# 紡木吏佐
紡木 吏佐（つむぎ りさ、1996年7月5日 - ）は、日本の女性声優、DJ、ラッパー、歌手。神奈川県生まれで沖縄県出身。
mitt management所属。元夫は作曲家の本多友紀。

## 経歴
神奈川県横浜市出身。特技は英語、沖縄弁、テニス、陸上競技で、趣味は神社・お寺巡り、御朱印集め、イラスト。声優の平野綾が声を当てている動画を閲覧したことをきっかけに、声優という職業を目指す。憧れの声優・役者としても、平野綾のほか、悠木碧を挙げている。高校生の時に総合学園ヒューマンアカデミー（沖縄校）に通う。大学入学を機に上京し、大学3年生時の2017年に開催された、響新人声優発掘プロジェクトを経て響所属となった。テレビアニメ『アイカツフレンズ!』の「雪村柚姫」役で初めて名前のついたキャラクターを演じた。
2018年7月18日より、メディアミックスプロジェクト『BanG Dream!』にて、女性バンドユニット「RAISE A SUILEN」にDJとして加入した。その他、アニメだけでなくゲームや朗読劇など様々なところで活躍している。
2022年10月19日、作曲家の本多友紀と結婚。
2023年10月31日、所属事務所である響との専属マネージメント契約の終了が発表された。また同日、本多友紀と9月下旬に離婚したことを明らかにした。
2024年8月1日、mitt managementと業務提携し、同年10月1日付で正所属となる。

## 人物
- 大学は法学部出身であり、周囲が司法試験や公務員試験の勉強をする中で自分自身の進路に悩んだ際、声優の先輩に偶然響のオーディションを勧められ、締切当日に申し込みをしたと語っている[6][15]。
- カラオケの十八番にはMay'nの「ダイアモンドクレバス」（シェリル・ノーム starring May'n名義）を挙げており、響のオーディションでも歌唱した[15]。
- 過去にソニーミュージックアーティスツに所属していた経歴があり、同じ事務所にいた楠木ともり、井澤美香子、矢野妃菜喜とは響入所後にそれぞれ共演を果たしている。
- DJで使う機材は、メイン機材としてPioneer DJ XDJ-RX2を、サンプラー機材としてPioneer DJ TORAIZ SP-16をそれぞれ使用している[16]。
- 一人っ子である[6]。

## 出演
太字はメインキャラクター。

### テレビアニメ
2018年
- 立花館To Lieあんぐる（祭り客）
- アイカツフレンズ!（雪村柚姫）
- プラネット・ウィズ（生徒③、レポーター、リポーター）
- フューチャーカード 神バディファイト（少年）
- ポチっと発明 ピカちんキット（女性）
- カードファイト!! ヴァンガード（少年A、機内アナウンス）
- となりの吸血鬼さん（夏木みかげ）
- アニマエール!（バスケ部員、漫画研究部の部長）
- ベルゼブブ嬢のお気に召すまま。（女性職員）
- 人外さんの嫁（女子生徒、花見客）

2019年
- バミューダトライアングル 〜カラフル・パストラーレ〜（フィナ）
- BanG Dream!（2019年 - 2022年、チュチュ） - 2シリーズ + 1作品
- スター☆トゥインクルプリキュア（子供、生徒、男の子、女子生徒、弟）
- 叛逆性ミリオンアーサー（女子高生）
- ワンパンマン（舞妓プラズマ、リンリン、幹部B、女性幹部、女子A）
- ぼくたちは勉強ができない（水泳部後輩A） - 2シリーズ
- まちカドまぞく（子供たち）
- ありふれた職業で世界最強（2019年 - 2022年、宮崎奈々） - 2シリーズ
- ダンベル何キロ持てる?（子ども）
- 耐え子の日常（2019年 - 2020年、亀山ちゃん 他） - 2シリーズ
- 超人高校生たちは異世界でも余裕で生き抜くようです!（子供B、子供A）

2020年
- ランウェイで笑って（女性スタッフA）
- BanG Dream! ガルパ☆ピコ（2020年 - 2022年、チュチュ） - 2シリーズ
- アサルトリリィ BOUQUET（安藤鶴紗）

2021年
- D4DJ（2021年 - 2023年、出雲咲姫） - 2シリーズ + 特別編
- ぷっちみく♪ D4DJ Petit Mix（出雲咲姫）
- WIXOSS DIVA(A)LIVE（水泳部員A）
- プレイタの傷（ニュースキャスター）
- クレヨンしんちゃん（2021年 - 2024年、マングース、バリバリガールズ・アミ）
- 闘神機ジーズフレーム（女の子）

2022年
- 終末のハーレム（女性A）
- 組長娘と世話係
- 黒の召喚士（冒険者）
- 咲う アルスノトリア すんっ!（ジスオルド）
- てっぺんっ!!!!!!!!!!!!!!!（ヒトエ）
- 農民関連のスキルばっか上げてたら何故か強くなった。（男の子）
- うちの師匠はしっぽがない（圓雨）
- 不滅のあなたへ（少年）

2023年
- 吸血鬼すぐ死ぬ2（子供ショーカ）
- 青のオーケストラ（女性）
- 政宗くんのリベンジR（少年、使用人、玉村幸緒、女子生徒）
- 君のことが大大大大大好きな100人の彼女（2023年 - 2025年、サブゴリラA） - 2シリーズ
- 冒険者になりたいと都に出て行った娘がSランクになってた（ギルメーニャ）

2024年
- ブルーアーカイブ The Animation（スケバンC）

2025年
- 沖縄で好きになった子が方言すぎてツラすぎる（比嘉なおや）

### 劇場アニメ
- BanG Dream! FILM LIVE 2nd Stage（2021年、チュチュ[31]）
- 劇場版 BanG Dream! ぽっぴん'どりーむ!（2022年、チュチュ）
- あんさんぶるスターズ!!-Road to Show!!-（2022年、スケート少年）
- 映画 ラブライブ!虹ヶ咲学園スクールアイドル同好会完結編 (2024年、バスケ部部長)

### OVA
- まじもじるるも 完結編（2019年、魔女B） - 原作第3部コミックス第9巻OAD付限定版

### Webアニメ
- 少女☆寸劇 オールスタァライト（2019年、秋風塁[32]）
- 虫籠のカガステル（2020年、ロムス）
- アサルトリリィ ふるーつ（2021年、安藤鶴紗[33]）
- 境界戦機 極鋼ノ装鬼（2023年、I-LeS ヤマピ[34]）
- Fate/Grand Order 藤丸立香はわからない Season2（2024年、ロクスタ）

### ゲーム
2018年
- トリプルモンスターズ（エリーニュス）
- 天空のクラフトフリート（マイスア）
- 龍が如く3（白星実結）
- ファイブキングダム―偽りの王国―（ウチャカ、アーク）
- 少女☆歌劇 レヴュースタァライト -Re LIVE-（2018年 - 2024年、秋風塁、チュチュ）
- 九州三国志（孫尚香）

2019年
- ブラウンダスト（エリヤ）
- サウザンドメモリーズ（ナヴァルの聖槌プリドゥエン）
- ファイトリーグ（頭が高い跳戦者 ビット）
- ゆめいろファンタジーラテール（テング）
- アッシュアームズ-灰燼戦線-（AD-1 スカイレイダー、A-20G ハボック）

2020年
- OVERHIT（オリヴィア）
- セイクリッドブレイド（イライザ）
- エコーズオブパンドラ
- デスティニーチャイルド（ローラ）
- バンドリ! ガールズバンドパーティ!（2020年 - 2024年、チュチュ）
- ヒーローカンターレ（神殺し ゼロ）
- D4DJ Groovy Mix（2020年 - 2024年、出雲咲姫）
- シノビマスター 閃乱カグラ NEW LINK（芦屋）
- キングダムオブヒーローズ（ウェパル）
- 共闘ことばRPG コトダマン（トウカイ逆ト）

2021年
- ヴァルキリーアナトミア -ジ・オリジン-（ネフェリィ）
- アサルトリリィ Last Bullet（2021年 - 2024年、安藤鶴紗）
- 咲う アルスノトリア（ジスオルド）
- クッキーラン: キングダム（闇の暗殺者）
- D_CIDE TRAUMEREI（橙田ありや）

2022年
- ぷよぷよ!!クエスト（プーボ）
- ラブライブ! スクールアイドルフェスティバル ALL STARS（虹ヶ咲学園バスケ部部長）
- 小林さんちのメイドラゴン 炸裂!!ちょろゴン☆ブレス（カテリーナ・フォン・スライツァ11世、クロウヴェルグ）
- 対魔忍GOGO!（エスメラルダ）
- LOST EPIC（混血の男の子）
- ニューラルクラウド（フレネル）

2023年
- サクライグノラムス（クレオパトラ）
- Fate/Grand Order（2023年 - 2024年、ロクスタ 他）
- クライマキナ/CRYMACHINA（レーベン・ディステル）
- 崩壊3rd（重装ウサギ）

2025年
- 天月麻雀（シャーロット）

### デジタルコミック
- マジカル★エクスプローラー エロゲの友人キャラに転生したけど、ゲーム知識使って自由に生きる（2021年、クラリス[59]）
- 神様にスカウトされて異世界にやって来ました。―家電魔法で快適ライフ―（2021年、カレン[60]）

### ASMR
- 『アサルトリリィ Last Bullet』ASMR 鶴紗さんと一緒～私の猫になってくれ～（2022年、安藤鶴紗）

### 吹き替え
- フェ〜レンザイ -神さまの日常-（2023年、ナタの先生）

### テレビ番組
※はインターネット配信。
- 月刊ブシロードTV（2018年 - 2019年、TOKYO MX）コーナーレギュラー
- 小原莉子と紡木吏佐の成長観察記録（2019年 - 2020年 ニコニコ生放送※）[61]
- 紡木吏佐の大人Ladyになりたくて…（2020年 - 2023年、ニコニコ生放送※）
- オーイシマサヨシ×鈴木愛理のアニソン神曲カバーでしょdeショー!! (2024年8月29日,31日、YouTube※)

### ラジオ
※はインターネット配信。
- RAISE A SUILENのRADIO R・I・O・T（2019年 - 、HiBiKi Radio Station※）[62]
- D4DJ pressents Photon Maidenの Universe（2020年 、bayfm）[63]
- 熊谷健太郎と紡木吏佐の「ふたラジ!!」（2020年、超!A&G+※）[64]
- 私立リサココ超！学園（2023年 - 、ニコニコチャンネル※）[65]

### 舞台
- アサルトリリィ League of Gardens（2020年1月9日 - 1月15日、新宿FACE）安藤鶴紗 役[66]
  - アサルトリリィ The Fateful Gift（2020年9月3日 - 13日、東京建物 Brillia HALL）[67]
  - アサルトリリィ Lost Memories（2022年1月20日・21日、サンシャイン劇場）[注 1]
- We are RAISE A SUILEN〜BanG Dream! The Stage〜（2020年7月15日 - 19日、天王洲 銀河劇場）チュチュ 役[69][70]
- 劇団飛行船『くまのがっこう すてきなすてきなおくりもの』（2020年12月24日 - 2021年2月23日、調布市グリーンホール大ホール 他） - デイビッド 役（声の出演）[71]
- 少女☆歌劇 レヴュースタァライト -Re LIVE- Reading Theatre　第1弾「田中ゆゆ子の古典落語劇場」（2022年6月5日、飛行船シアター）- 秋風塁 役[72]
- 朗読ライブ『旅のラゴス』（2022年10月29日、Mixalive TOKYO Theater Mixa）[73]
- 朗読劇舞台『永久保貴一の極めて怖い話 2023』＆『怪談浅草スペシャルナイト』（2023年7月17日、浅草花劇場[74]
- キミに贈る朗読会『春とみどり』（2024年4月29日、TOKYO FM HALL）[75]
- 胸キュン朗読劇『Sweet Love Theater』（2024年10月30日 - 11月3日、浅草花劇場）[76]
- 江戸川乱歩朗読劇『幻調乱歩大系』（2025年3月6日 - 9日、草月ホール）[77]
- 朗読劇『成瀬は天下を取りにいく』（2025年9月13日〈予定〉、草月ホール） - 島崎みゆき 役[78]

### CM
※☆は実写出演
- WEBAgre TVCM ☆
- 沖縄観光CMトモタビ ☆
- 総合学園ヒューマンアカデミーTVCMナレーション

### その他コンテンツ
- 『WORLD END ECONOMiCA』アニメPV（2020年、レナ[79]）
- かまいガチ（テレビ朝日：2022年2月11日、ナレーション）
- ありふれた職業で世界最強 ボイスドラマ（2022年、宮崎奈々）
- パチスロ L D4DJ Pachi-Slot Mix（2024年、出雲咲姫[80]）

## ディスコグラフィ

### デジタルシングル
|     | 配信日         | タイトル          |
| --- | -------------- | ----------------- |
| 1st | 2024年7月5日   | グルメリアン      |
| 2nd | 2024年11月11日 | Boo feat.Raychell |
| 3rd | 2024年11月12日 | Bili Bili Bomb    |

### キャラクターソング
| 発売日   | 商品名                                                                                                   | 歌 | 楽曲 | 備考                                                                                  |
| 2019年   | 2019年                                                                                                   | 2019年 | 2019年 | 2019年                                                                                |
| -------- | --- | --- | --- | ------------------------------------------------------------------------------------- |
| 1月20日  | シャボン -フィナver.-                                                                                    | フィナ（紡木吏佐） | 「シャボン」 | テレビアニメ『バミューダトライアングル 〜カラフル・パストラーレ〜』エンディングテーマ |
| 3月31日  | シャボン -カラフル・パストラーレver.-                                                                    | カラフル・パストラーレ | 「シャボン」 | テレビアニメ『バミューダトライアングル 〜カラフル・パストラーレ〜』エンディングテーマ |
| 5月22日  | 蝶になってみませんか                                                                                     | 凛明館女学校 | 「蝶になってみませんか」 「ディスカバリー！」 | ゲーム『少女☆歌劇 レヴュースタァライト -Re LIVE-』関連曲                              |
| 5月22日  | 蝶になってみませんか                                                                                     | 夢大路文（倉知玲鳳）、秋風塁（紡木吏佐）                                                                                         | 「鬼紅忍絵巻 -おにくれないにんえまき-」 | ゲーム『少女☆歌劇 レヴュースタァライト -Re LIVE-』関連曲                              |
| 10月16日 | 少女☆歌劇 レヴュースタァライト レヴューアルバム ラ・レヴュー・エターナル                                 | 石動双葉（生田輝）、花柳香子（伊藤彩沙）、巴珠緒（楠木ともり）、秋風塁（紡木吏佐）                                               | 「追って追われてシリウス」 | ゲーム『少女☆歌劇 レヴュースタァライト -Re LIVE-』関連曲                              |
| 2020年   | | | |                                                                                       |
| 1月29日  | Dig Delight! Bver.                                                                                       | Photon Maiden | 「Photon Melodies」 | 『D4DJ』関連曲                                                                        |
| 4月22日  | Direct Drive!                                                                                            | Photon Maiden | 「Here's the light」 | 『D4DJ』関連曲                                                                        |
| 6月24日  | Cosmic CoaSTAR                                                                                           | Photon Maiden | 「"What" are you?」 | 『D4DJ』関連曲                                                                        |
| 10月21日 | Discover Universe                                                                                        | Photon Maiden | 「Discover Universe」 「A lot of life」 | 『D4DJ』関連曲                                                                        |
| 2021年   | | | |                                                                                       |
| 1月20日  | D4DJ Groovy Mix カバートラックス vol.1                                                                   | Photon Maiden | 「sakura」 「シドニア」 | ゲーム『D4DJ Groovy Mix』関連曲                                                       |
| 1月27日  | アサルトリリィ BOUQUET BD第1巻特典CD                                                                     | 一柳隊 | 「Edel Lilie」 | テレビアニメ『アサルトリリィ BOUQUET』エンディングテーマ                              |
| 1月27日  | アサルトリリィ BOUQUET BD第1巻特典CD                                                                     | 一柳梨璃（赤尾ひかる）、安藤鶴紗（紡木吏佐）                                                                                     | 「つきあかりのコントラスト」 | テレビアニメ『アサルトリリィ BOUQUET』関連曲                                          |
| 2月24日  | ぐるぐるDJ TURN!!                                                                                        | Happy Around! feat. KYOKO（愛美） & SAKI（紡木吏佐）                                                                             | 「ぐるぐるDJ TURN!!」 | テレビアニメ『D4DJ First Mix』オープニングテーマ                                      |
| 2月24日  | ぐるぐるDJ TURN!!                                                                                        | D4DJ ALL STARS | 「LOVE!HUG!GROOVY!!」 | ゲーム『D4DJ Groovy Mix』主題歌                                                       |
| 2月24日  | 「ぐるぐるDJ TURN!!」&「WOW WAR TONIGHT〜時には起こせよムーヴメント〜」同時購入特典CD Photon Maiden Ver. | Photon Maiden | 「暁」 | テレビアニメ『D4DJ First Mix』挿入歌                                                  |
| 3月24日  | アサルトリリィ BOUQUET BD第3巻特典CD                                                                     | 一柳隊 | 「GROWING*」 | テレビアニメ『アサルトリリィ BOUQUET』エンディングテーマ                              |
| 4月28日  | アサルトリリィ BOUQUET BD第4巻特典CD                                                                     | 一柳隊 | 「君の手を離さない ～BOUQUET Ver.～」 | テレビアニメ『アサルトリリィ BOUQUET』挿入歌                                          |
| 5月19日  | Be with the world                                                                                        | Photon Maiden | 「Be with the world」 「Wonder Wonder Trip」 | 『D4DJ』関連曲                                                                        |
| 5月26日  | 舞台「アサルトリリィ League of Gardens / アサルトリリィ The Fateful Gift」 BD特典CD                      | 一柳隊 | 「繋がり」 | 舞台『アサルトリリィ League of Gardens』オープニングテーマ                            |
| 5月26日  | 舞台「アサルトリリィ League of Gardens / アサルトリリィ The Fateful Gift」 BD特典CD                      | 一柳隊 | 「大切を数えよう」 | 舞台『アサルトリリィ League of Gardens』エンディングテーマ                            |
| 5月26日  | 舞台「アサルトリリィ League of Gardens / アサルトリリィ The Fateful Gift」 BD特典CD                      | 一柳隊、ルド女選抜、御台場選抜、相模女子選抜、ヘルヴォル、御前（佃井皆美）                                                       | 「君の手を離さない」 | 舞台『アサルトリリィ The Fateful Gift』オープニングテーマ                             |
| 7月21日  | D4DJ Groovy Mix カバートラックス vol.2                                                                   | Photon Maiden | 「READY STEADY GO」 「HOT LIMIT」 | ゲーム『D4DJ Groovy Mix』関連曲                                                       |
| 8月28日  | なんてカラフルな世界！[D4DJ Remix]                                                                       | D4DJ ALL STARS | 「なんてカラフルな世界！[D4DJ Remix]」 | ゲーム『D4DJ Groovy Mix』関連曲                                                       |
| 9月8日   | Edel Lilie（Last Bullet MIX） 一柳隊Ver.                                                                 | 一柳隊 | 「OVERFLOW」 | ゲーム『アサルトリリィ Last Bullet』関連曲                                            |
| 10月13日 | 4 Challenges                                                                                             | Photon Maiden | 「4 Challenges」 「光」 | 『D4DJ』関連曲                                                                        |
| 11月24日 | D4DJ 6ユニット3rd Single連動購入特典CD                                                                   | Happy Around! with KYOKO（愛美）、SAKI（紡木吏佐）、RIKA（平嶋夏海）、TSUBAKI（加藤里保菜）、MIYU（反田葉月）                    | 「ぷっちみくパーチナィ！」 | テレビアニメ『ぷっちみく♪ D4DJ Petit Mix』主題歌                                      |
| 11月24日 | D4DJ 6ユニット3rd Single連動購入特典CD                                                                   | D4DJ ALL STARS | 「ぷっちみくパーチナィ！」 | 『D4DJ』関連曲                                                                        |
| 11月24日 | D4DJ 6ユニット3rd Single連動購入特典CD B ver.                                                            | Photon Maiden | 「ぷっちみくパーチナィ！」 | 『D4DJ』関連曲                                                                        |
| 2022年   | | | |                                                                                       |
| 1月26日  | D4DJ Groovy Mix カバートラックス vol.3                                                                   | Photon Maiden | 「WHITE BREATH」 「銀河鉄道999」 | ゲーム『D4DJ Groovy Mix』関連曲                                                       |
| 2月9日   | Neunt Praeludium（Last Bullet MIX） 一柳隊ver.                                                           | 一柳隊 | 「蕾の中の奇跡」 | ゲーム『アサルトリリィ Last Bullet』関連曲                                            |
| 2月9日   | Neunt Praeludium（Last Bullet MIX） 一柳隊ver.                                                           | 一柳隊 | 「想い出が溢れてる」 | 舞台『アサルトリリィ Lost Memories』テーマソング                                      |
| 2月9日   | Neunt Praeludium（Last Bullet MIX）Blu-ray付生産限定盤                                                   | アサルトリリィ Last Bullet | 「蕾の中の奇跡」 | ゲーム『アサルトリリィ Last Bullet』関連曲                                            |
| 4月27日  | D4DJ Groovy Mix カバートラックス vol.4                                                                   | Photon Maiden | 「Synchrogazer」 「アンドロイドガール」 | ゲーム『D4DJ Groovy Mix』関連曲                                                       |
| 7月20日  | D4DJ Groovy Mix カバートラックス vol.5                                                                   | Photon Maiden | 「ブルー・フィールド」 「残酷な天使のテーゼ」 | ゲーム『D4DJ Groovy Mix』関連曲                                                       |
| 8月3日   | Cherish                                                                                                  | 一柳隊 | 「Neunt Praeludium」 「Edel Lilie」 | 『アサルトリリィ』関連曲                                                              |
| 8月3日   | Cherish                                                                                                  | 安藤鶴紗（紡木吏佐） | 「パラライザ」 | 『アサルトリリィ』関連曲                                                              |
| 8月10日  | 4 phenomena A ver.                                                                                       | Photon Maiden | 「We never stop」 「暁 (fruits Mix V2)」 「G.A.M.E.」 「OVERCOME」 「Into the storm」 「4 Challenges (AMADEUS REMIX)」 | 『D4DJ』関連曲                                                                        |
| 8月10日  | 4 phenomena B ver.                                                                                       | Photon Maiden | 「Be with the world (Getty REMIX)」 | 『D4DJ』関連曲                                                                        |
| 9月11日  | きみの♡(らぶ)                                                                                            | きゅーとぴあ♡ | 「きみの♡(らぶ)」 | ゲーム『D4DJ Groovy Mix』関連曲                                                       |
| 9月21日  | レヴューアルバム アルカナ・アルカディア                                                                  | 星見純那（佐藤日向）、秋風塁（紡木吏佐）、花柳香子（伊藤彩沙）、田中ゆゆ子（佐伯伊織）                                           | 「信じる者に門は開かれる」 | ゲーム『少女☆歌劇 レヴュースタァライト -Re LIVE-』関連曲                              |
| 10月26日 | D4DJ Groovy Mix カバートラックス vol.6                                                                   | Photon Maiden | 「恋する図形 (cubic futurismo)」 「ブルーバード」 | ゲーム『D4DJ Groovy Mix』関連曲                                                       |
| 12月21日 | Showdown                                                                                                 | 出雲咲姫（紡木吏佐）、花巻乙和（岩田陽葵）、福島ノア（佐藤日向）                                                                 | 「24」 | 『D4DJ』関連曲                                                                        |
| 12月21日 | Showdown                                                                                                 | Photon Maiden | 「Linked Ring」 「We never stop（DJ Shimamura Remix）」 「A lot of life（EG Remix）」 「G.A.M.E.（Rasmus Faber Remix）」 | 『D4DJ』関連曲                                                                        |
| 2023年   | | | |                                                                                       |
| 1月25日  | D4DJ Groovy Mix カバートラックス vol.7                                                                   | Photon Maiden | 「GETCHA!」 「INVOKE-インヴォーク-」 | ゲーム『D4DJ Groovy Mix』関連曲                                                       |
| 3月15日  | Around and Around                                                                                        | 愛本りんく（西尾夕香）、山手響子（愛美）、出雲咲姫（紡木吏佐）、瀬戸リカ（平嶋夏海）、青柳椿（加藤里保菜）、桜田美夢（反田葉月） | 「Around and Around」 | テレビアニメ『D4DJ All Mix』エンディングテーマ                                        |
| 3月15日  | Around and Around                                                                                        | Photon Maiden | 「4 many colors」 | テレビアニメ『D4DJ All Mix』挿入歌                                                    |
| 6月15日  | Ka☆Ku☆Go お命ちょーだい！                                                                                | 大真しのぶ（古賀葵）、細川弾丸子（田中美海）、田中稲（遠野ひかる）、リ・ウータオ（村瀬迪与）、エスメラルダ（紡木吏佐）           | 「Ka☆Ku☆Go お命ちょーだい！」 | ゲーム『対魔忍GOGO!』テーマソング                                                     |
| 7月12日  | D4DJ Groovy Mix カバートラックス vol.8                                                                   | Photon Maiden | 「99 ILLUSION!」 「This game」 | ゲーム『D4DJ Groovy Mix』関連曲                                                       |
| 8月16日  | Photon Tale                                                                                              | Photon Maiden | 「Photon Tale」 「Collector」 | 『D4DJ』関連曲                                                                        |
| 11月8日  | トウメイダイアリー/Wish Drop                                                                             | 一柳隊 | 「トウメイダイアリー」 | ゲーム『アサルトリリィ Last Bullet』2周年テーマ曲                                     |
| 12月20日 | D4DJ EXCLUSIVE TRACKS                                                                                    | Photon Maiden | 「暁（ver. 2023）」 | テレビアニメ『D4DJ First MiX』関連曲                                                  |
| 12月20日 | D4DJ EXCLUSIVE TRACKS                                                                                    | Photon Maiden×Lyrical Lily | 「妙なる星と」 | テレビアニメ『D4DJ All Mix』挿入歌                                                    |
| 12月20日 | D4DJ EXCLUSIVE TRACKS                                                                                    | 愛本りんく（西尾夕香）、山手響子（愛美）、出雲咲姫（紡木吏佐）、瀬戸リカ（平嶋夏海）、青柳椿（加藤里保菜）、桜田美夢（反田葉月） | 「Delightful Party」 | テレビアニメ『D4DJ All Mix』挿入歌                                                    |
| 12月20日 | D4DJ EXCLUSIVE TRACKS                                                                                    | D4DJ ALL STARS | 「LOVE!HUG!GROOVY!! +nova」 | ゲーム『D4DJ Groovy Mix』関連曲                                                       |
| 12月20日 | D4DJ EXCLUSIVE TRACKS                                                                                    | Photon Maiden | 「Photon Tale（DJ WILDPARTY Remix）」 | ゲーム『D4DJ Groovy Mix』関連曲                                                       |
| 2024年   | | | |                                                                                       |
| 2月7日   | 運命のトリニティ                                                                                         | 一柳隊 with 早川弥宏（大西亜玖璃）・富永真（小泉萌香）                                                                           | 「Adabana」 | ゲーム『アサルトリリィ Last Bullet』関連曲                                            |
| 2月7日   | 運命のトリニティ                                                                                         | 一柳隊 | 「Adabana（一柳隊ver.） 」 | ゲーム『アサルトリリィ Last Bullet』関連曲                                            |
| 3月27日  | FriendShip                                                                                               | Photon Maiden | 「FriendShip」 「チョコレイト・プロジェクト」 | ゲーム『D4DJ Groovy Mix』関連曲                                                       |
| 4月24日  | D4DJ Groovy Mix カバートラックス vol.9                                                                   | Photon Maiden | 「irony」 「GETCHA!（Cover ver. 2023）」 | ゲーム『D4DJ Groovy Mix』関連曲                                                       |
| 5月22日  | D4DJ XROSS∞BEAT                                                                                          | Peaky P-key×Photon Maiden | 「Eight Tones」 | ゲーム『D4DJ Groovy Mix』関連曲                                                       |
| 5月22日  | D4DJ XROSS∞BEAT                                                                                          | Photon Maiden×燐舞曲 | 「灰燼のアシェンプテル」 | ゲーム『D4DJ Groovy Mix』関連曲                                                       |
| 2025年   | | | |                                                                                       |
| 1月22日  | CONSTELLAT10N                                                                                            | 一柳隊 with 一柳結梨（伊藤美来）                                                                                                 | 「CONSTELLAT10N」 | ゲーム『アサルトリリィ Last Bullet』関連曲                                            |
| 1月22日  | CONSTELLAT10N                                                                                            | 安藤鶴紗（紡木吏佐）、吉村・Thi・梅 (岩田陽葵)                                                                                   | 「RASPBERRY」 | ゲーム『アサルトリリィ Last Bullet』関連曲                                            |
| 1月22日  | CONSTELLAT10N                                                                                            | 安藤鶴紗（紡木吏佐） | 「RASPBERRY」 | ゲーム『アサルトリリィ Last Bullet』関連曲                                            |
| 2月5日   | 4 un Voyage                                                                                              | Photon Maiden | 「4 Challenges（ver. 2023）」 「We never stop（ver. 2023）」 「光（ver. 2024）」 「暁（fruits mix） ver. 2024」 「OVERCOME（ver. 2023）」 「Linked Ring（ver. 2023）」 「24（ver. 2024）」 「Into the storm（ver. 2024）」 「Be with the world（ver. 2023）」 「Photon Melodies（ver. 2023）」 「Begin Again」 「Photon Melodies（TAKU INOUE Remix） ver. 2025」 | ゲーム『D4DJ Groovy Mix』関連曲                                                       |
| 2月5日   | 4 un Voyage                                                                                              | 出雲咲姫（紡木吏佐） | 「プラチナ」 | ゲーム『D4DJ Groovy Mix』関連曲                                                       |
| 2月5日   | 4 un Voyage                                                                                              | きゅーとぴあ♡ | 「ハッピー・ハッピー・フレンズ」 「可愛くてごめん」 | ゲーム『D4DJ Groovy Mix』関連曲                                                       |
| 3月5日   | SUPERSTAR                                                                                                | Happy Around!・Peaky P-key・Photon Maiden・Merm4id・燐舞曲・Lyrical Lily・UniChØrd                                               | 「SUPERSTAR」 | ゲーム『D4DJ Groovy Mix』関連曲                                                       |
| 3月5日   | conflict feat.出雲咲姫                                                                                   | 出雲咲姫（紡木吏佐） | 「conflict feat.出雲咲姫」 | ゲーム『D4DJ Groovy Mix』関連曲                                                       |

## 書籍

### デジタルフォトブック
- 紡木吏佐フォトブック「つむと。」（2021年12月23日、集英社、ASIN B09NZMHVGP）
- 遠野ひかる＆紡木吏佐フォトブック〜特装合本版〜（2021年12月23日、集英社、ASIN B09NZQ4CRS）

### トレーディングカード
- Voice Actor Card Collection VOL.12 紡木吏佐『#26hours』（2023年9月26日、ブシロードクリエイティブ）